# Guy Prévost
Guy Prévost (* um 1960; † 10. August 2017) war ein französischer Jazzmusiker (Schlagzeug), stilistisch dem Dixieland verbunden.
Prévost war ab 1978 lange Jahre Mitglied in der Big Band von Christian Garros, zu hören auf dem Album Rouen Memory Jazz Band de Christian Garros (1981). Ferner arbeitete er vorwiegend in der Normandie mit den Formationen Les Pinces à Linge (LP Jam Potatoes), Endless Voices, mit der von Garros gegründeten Rouen Big Band (Hommage à Christian Garros, 1989) und der Rouen Memory Jazz Band sowie mit den New Chocolate Dandies (That’s My Home; 2005). Prévost, der als großer Kenner der frühen Stile des Jazz wie New Orleans Jazz und Swing galt, starb 2017 an den Folgen einer Diabeteserkrankung.